# عبد الرحمن أنور
عبد الرحمن أنور الجميلي لاعب كرة قدم سعودي ، يلعب كلاعب جناح في نادي الباطن.